# Quand viendra-t-elle ?
Quand viendra-t-elle ? est une chanson d'Eugène Pottier écrite en 1870, dédicacée Au citoyen MIJOUL.
On la trouve jouée :
- Sur un air populaire breton en 1893 ;
- Sur une musique de Pierre Forest en 1896 ;
- Sur une musique de Max Rongier en 1971.

Cette chanson a été écrite pendant et à propos de la Commune de Paris.

## Interprètes
- Mouloudji dans le disque La Commune en chantant , Collectif. Disque vinyle double LP 33 Tours, 1971 - AZ STEC LP 89 – Réédition CD 1988 – Disc AZ.
- Groupe 17, disque 33t Chants de la Commune de Paris en 1977 - Label Chant du Monde - LDX 74 447
- Catherine Perrier en 1993[2], repris dans l'album CD L'histoire en chansons, collection ‘’Anthologie de la chanson française’’ - 2009 - EPM.